# Грейгіт
Грейгіт (мельниковіт) — мінерал, сульфід заліза. Названий на честь мінералога та фізикохіміка Джозефа В. Грейга (1895–1977).

## Загальний опис
Хімічна формула: Fe5S7 або Fe2+(Fe3+)2S4.
Містить (%): Fe — 55,44; S — 44,56.
Зустрічається у вигляді концентричнозональних ниркоподібних або порошкуватих (сажистих) виділень.
Густина 4,1-4,3.
Твердість 2-3.
Колір чорний та кремовий.
Риса сіра.
При дряпанні голкою з'являється металічний блиск.
Дуже магнітний.
Зустрічається в осадових утвореннях (глинах, кам'яному вугіллі, мулах та ін.) і деяких гідротермальних родовищах.
Рідкісний.
Синонім - мельниковіт - має походження від хутора Мельникових поблизу м. Новоузенська (Саратовська обл., РФ).

## Різновиди
Розрізняють:
- мельниковіт-марказит;
- мельниковіт-пірит (зайві назви мельниковіту).